# ジュフレ

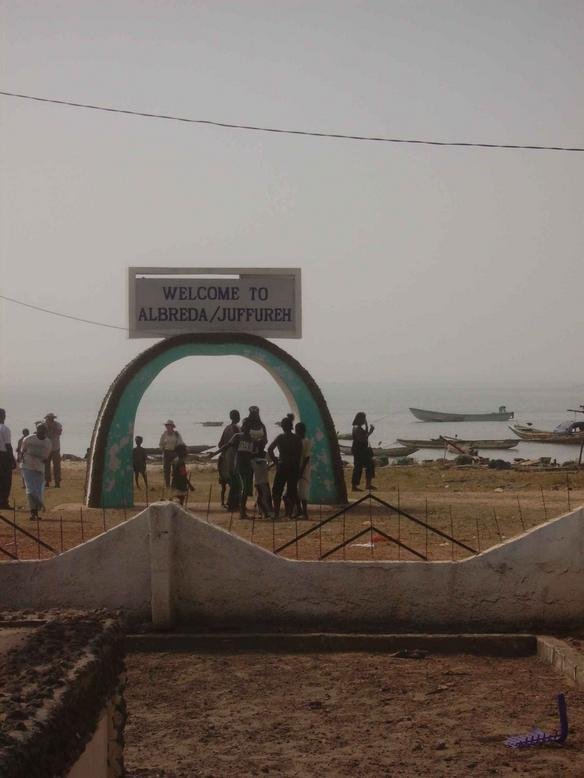
ジュフレと隣村アルブレダの入り口

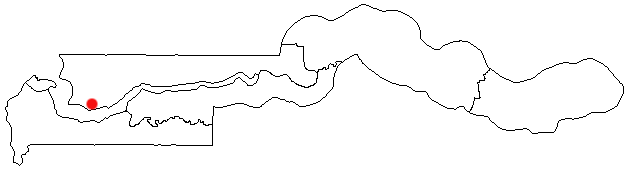
アルブレダ / ジュフレの位置

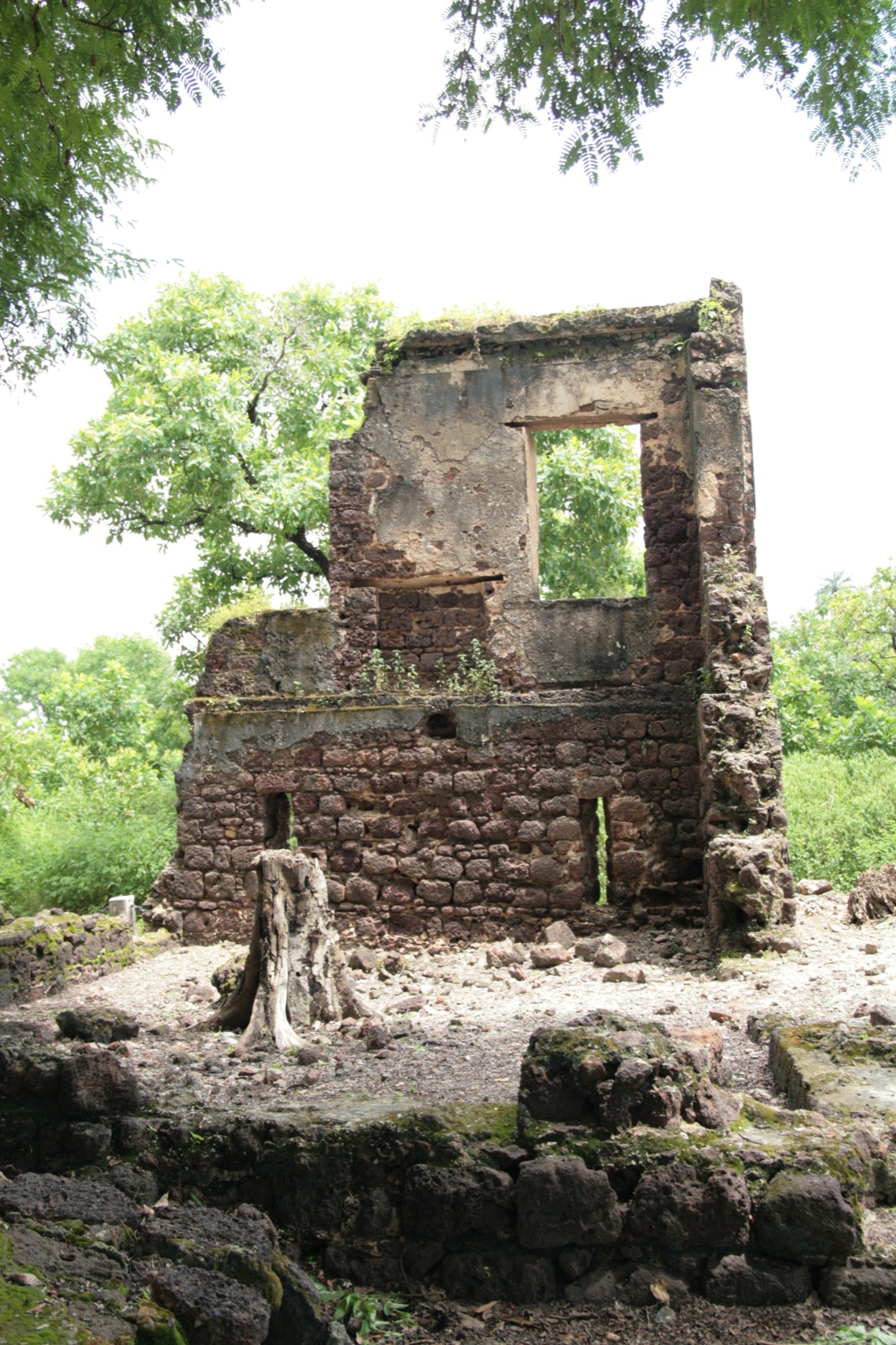
ジュフレにある遺構のひとつ

ジュフレ (Juffre / Juffreh) は、ガンビアのノースバンク地方ロウアー・ニウミ地区に位置するマンディンゴ人が暮らす村落である。アレックス・ヘイリーの自伝的小説『ルーツ』およびそれを原作とするテレビドラマの主人公クンタ・キンテの出身地とされ、1970年代以降、観光客が多く訪れるようになった。

## 歴史
ジュフレはアルブレダに隣接する村落だが、河岸に面しているアルブレダとは違い、その北東の内陸にある。
1651年にはクールラント・ゼムガレン公国が、地元の小王国であるバラ (Barra) の王からクンタ・キンテ島とともに借り受けたが、1664年にガンビア川沿岸の諸権利をイギリスに譲渡して撤退した。
ジュフレには王立アフリカ会社が存在していた1680年以降にイギリス人たちが入植した。当初はそうした独占企業が中心になっていたが、のちには自由貿易商人らも参入した。他方で、18世紀にはポルトガル人と現地人の混血児もまだ多く住んでいた。
アフリカ系アメリカ人作家のアレックス・ヘイリーが自らの先祖と位置づけたクンタ・キンテは、18世紀に実在していた人物だった。彼は17歳の時に奴隷として連れ去られたとされている。
ヘイリーの小説がベストセラーになると、ジュフレや対岸のジェームズ島には多くの観光客が訪れるようになった。ジュフレには21世紀初頭の時点でもクンタ・キンテの一族の末裔が住んでいる。クンタ・キンテが生まれた家も復元されており、奴隷貿易博物館とともに村の名所となっている。
奴隷貿易博物館は、1996年以降、「モーレル兄弟の商館」(Maurel Frères Building) に設営されているものである。モーレル兄弟の商館は、もとは1840年頃にイギリス人が建てた建物だったが、のちにレバノン系商人モーレル兄弟が買い取ったことからその名がある。この商館 / 博物館は、2003年に「クンタ・キンテ島と関連遺跡群」の一部として、ユネスコの世界遺産リストに登録された。